# Loxodera strigosa
Loxodera strigosa là một loài thực vật có hoa trong họ Hòa thảo. Loài này được (Gledhill) Clayton mô tả khoa học đầu tiên năm 1969.